# Днепр-Арена
«Днепр-Аре́на» (укр. «Дніпро-Аре́на») — футбольный стадион в городе Днепр, Украина. Вместимость — 31 003 зрителя. Был сдан в эксплуатацию 12 сентября 2008 года, торжественная церемония открытия состоялась 14 сентября. Домашняя арена футбольного клуба «Днепр-1». С момента открытия и до 2019 года также была домашним стадионом футбольного клуба «Днепр».

## История

### Предыстория
Подробнее см. статью: Металлург (стадион, Днепропетровск)
В дореволюционные времена на месте стадиона находилось городское кладбище, на котором хоронили преимущественно уважаемых и известных жителей Екатеринослава. В 1939 году на месте кладбища был открыт стадион «Сталь», на котором играла одноимённая команда (с 1961 — «Днепр»). ФК «Сталь», как и одноимённый стадион, находились на балансе Металлургического завода им. Григория Петровского. В 1961 «Сталь» перешла на баланс Южного машиностроительного завода, но стадион оставался на балансе завода имени Петровского. Тогдашний директор ЮМЗ Александр Макаров пробовал договориться с руководством Металлургического завода об аренде стадиона, либо его переводе на баланс «Южмаша», но руководство завода им. Петровского ответило отказом. Поэтому в 1966 года ЮМЗ открыл собственный стадион — «Метеор», на который и переехала команда, но уже под названием «Днепр». После переезда «Днепра» на новый стадион, на «Металлурге» (бывший «Сталь») матчи постепенно стали прекращаться вплоть до 1978 года.
В начале 80-х годов на стадионе разместился вещевой рынок.

### «Днепр-Арена»
В начале 2000-х годов руководство ФК «Днепр» (уже во главе с Игорем Коломойским) загорелось идеей построить в Днепропетровске новый современный стадион. Кроме того Украина совместно с Польшей подала заявку на проведение Евро-2012.
Новый стадион решили строить на месте «Металлурга», который был специально демонтирован в 2005 году. В том-же году началось строительство нового стадиона. Генеральным подрядчиком строительства была выбрана немецкая компания «Hochtief». Главными менеджерами проекта были назначены Серджио Шиани, Андреас Лекманн и Клаус-Питер Ворбс. Генеральный проектировщиком стало ПТАБСА Украины «Ю. Серёгин». Подрядчиком при реконструкции фундамента старого стадиона, на основе которого построили новый, было ЧП «Днепрограндинвест (DGI construction)».
В 2007 году строительство стадиона посетили функционеры УЕФА, которые рассматривали заявку Украины и Польши на проведение Евро-2012, и 18 апреля 2008 года УЕФА официально объявил о победе заявки Украины и Польши.
Стадион должен был быть сдан ещё в августе 2007, но дата открытия неоднократно переносилась местными властями.

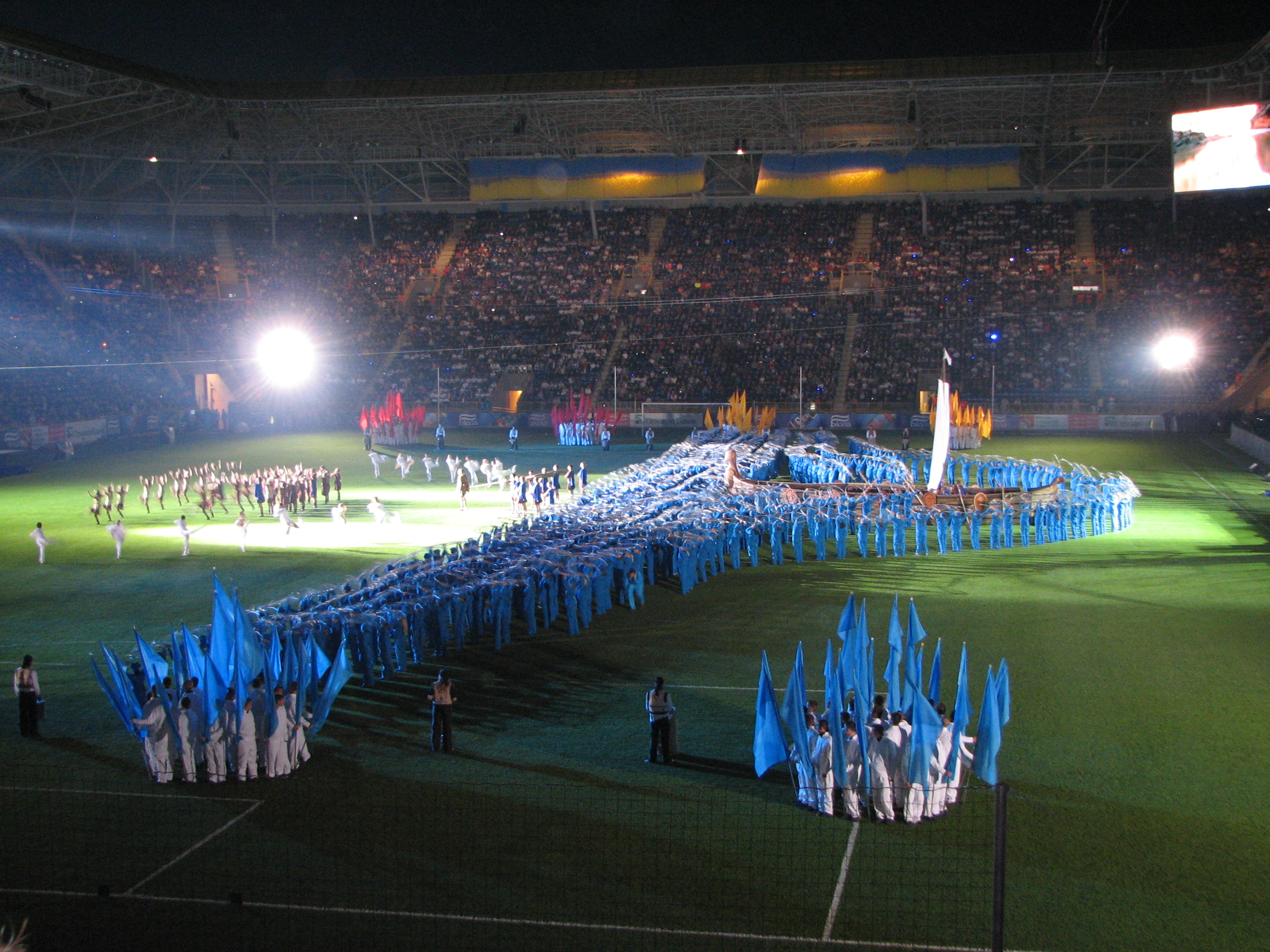
Церемония открытия стадиона

12 сентября 2008 года стадион, под названием «Днепр», был сдан в эксплуатацию, а 14 сентября состоялась торжественная церемония открытия. В церемонии принял участие Президент Украины Виктор Ющенко, который сделал символический первый удар по мячу. Сразу после церемонии открытия состоялись два товарищеских матча: матч ветеранов «Днепра» и московского «Спартака» 1983 года, и ветеранов «Днепра» и киевского «Динамо» 1988 года. Торжества завершились лазерно-пиротехническим шоу. Сразу после открытия стадион был передан в собственность ФК «Днепр».
В конце 2008 года начала появляться информация о том, что новый стадион не соответствует нормам УЕФА для проведения матчей чемпионатов Европы. Некоторые источники утверждали, что мест на трибунах меньше чем 30 тысяч (позже эти сведения оказалаись не правдивыми). Руководство Федерации футбола Украины предложило для увеличения вместимости стадиона сузить пластиковые сидения. Но «Днепр-Арену» лишили права проводить матчи Евро-2012, сделав запасным стадионом турнира, в чём президент «Днепра» Игорь Коломойский обвинил местную власть Днепропетровска:
Я считаю, что Днепропетровск не получил Евро–2012 потому, что городские власти вообще ничего не делали или почти ничего не делали для того, чтобы у города сохранилось право проведения чемпионата.
Первый официальный матч на стадионе состоялся 29 сентября 2008 года. «Днепр» принимал запорожский «Металлург» и уступил со счётом 1:2. Первый гол в истории «Днепр-Арены» забил защитник «Металлурга» Дмитрий Невмывака, а первый гол «Днепра» на новом стадионе забил Дмитрий Лёпа.
19 ноября 2008 года на «Днепр-Арене» впервые сыграла национальная сборная Украины — в товарищеском матче против Норвегии «жёлто-синие» благодаря голу с пенальти Евгения Селезнёва одержали минимальную победу со счётом 1:0.
31 мая 2009 года на стадионе прошел финал Кубка Украины 2009, в котором полтавская «Ворскла» обыграла донецкий «Шахтёр» со счётом 1:0, победный гол забил Василий Сачко.
10 октября 2009 года на «Днепр-Арене» прошел отборочный матч чемпионата мира. Сборная Украины победила со счетом 1:0 команду Англии, победный гол на 29 минуте забил Сергей Назаренко, который в то время играл за «Днепр».
5 августа 2010 года на стадионе прошел первый еврокубковый матч — в 3-м квалификационном раунде Лиги Европы «Днепр» со счётом 2:0 обыграл сербский «Спартак-Златибор Вода» и прошёл в следующий квалификационный раунд.
Перед началом сезона 2011/2012 было принято решение о реконструкции поля в которую входит и укладка нового травяного покрытия.
Летом 2016 года появилась информация о том, что «Днепр-Арена» больше не принадлежит «Днепру», а находится в собственности группы «Приват», принадлежащей президенту клуба Игорю Коломойскому.
С лета 2017 года на «Днепр-Арене» проводит свои матчи новосозданный клуб «Днепр-1». Первый матч на стадионе команда провела 9 июля 2017 в рамках 1-го предварительного этапа Кубка Украины против «Буковины». Матч завершился победой «Днепра-1» со счётом 5:0.
22 января 2018 года ООО «Спортивный клуб Днепр-1» подписал соглашение, по которому он становится единственным арендатором «Днепр-Арены», поэтому ФК «Днепр» должен брать стадион в субаренду у СК «Днепр-1».
9 мая 2018 года на «Днепр-Арене» во второй раз состоялся финал Кубка Украины, в котором донецкий «Шахтёр» обыграл киевское «Динамо» со счётом 2:0.
8 октября 2018 года «ПриватБанк» на своём официальном сайте завил о продаже объектов, которые находятся на его балансе, в том числе и стадиона «Днепр-Арена».
20 ноября 2018 года на «Днепр-Арене» планировалось провести товарищеский матч Украина — Турция, но матч был перенесён в Анталью.
10 сентября 2019 года на стадионе сборная Украины провела товарищеский матч с Нигерией.

## Описание[15]
«Днепр Арена» расположена по оси север-юг. Стадион разделяют на «тёплую» и «холодную» зоны.
Первая включает в себя южную, восточную и северную трибуны, а также несколько секторов западной трибуны.

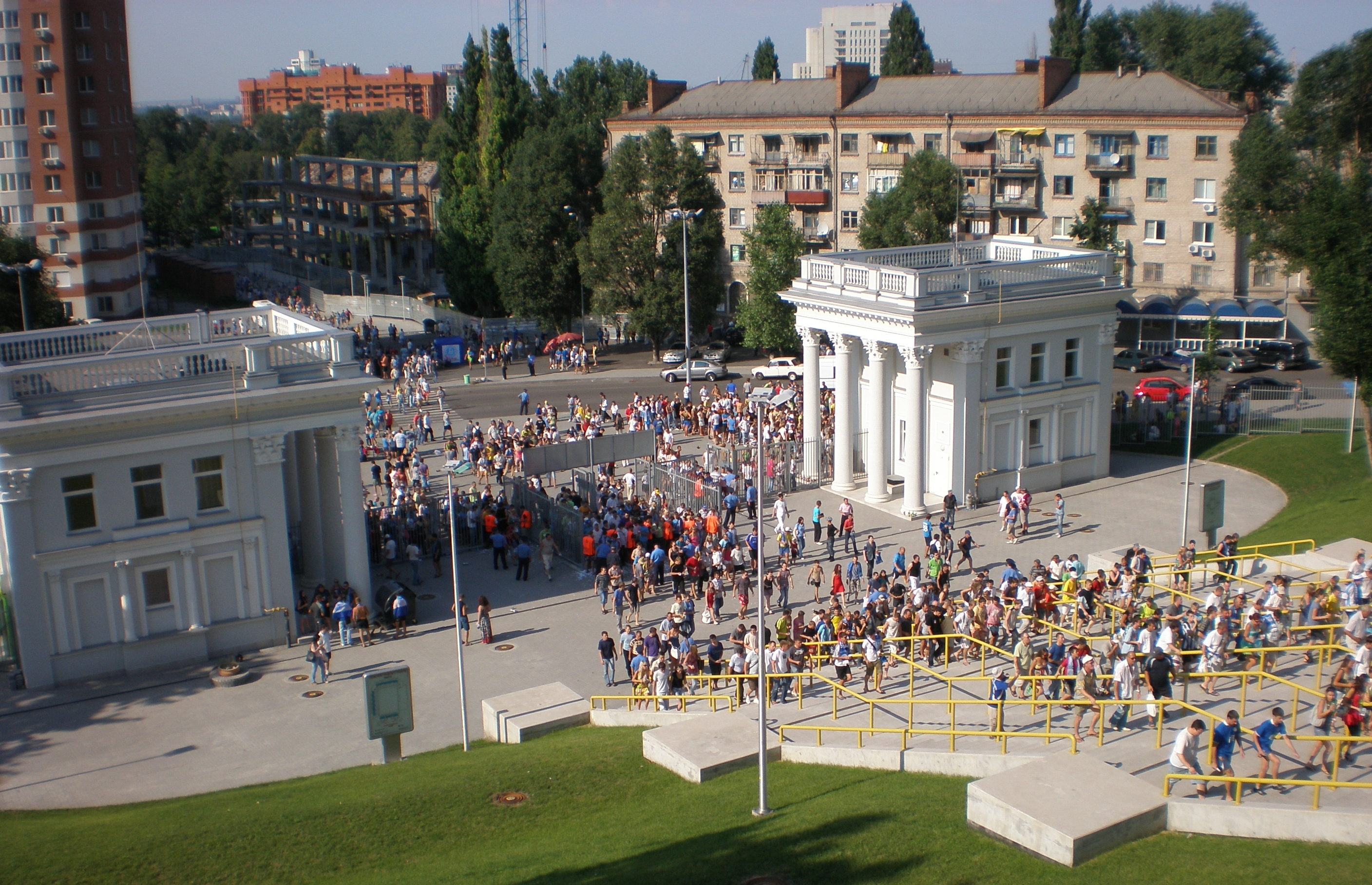
Северный вход стадиона

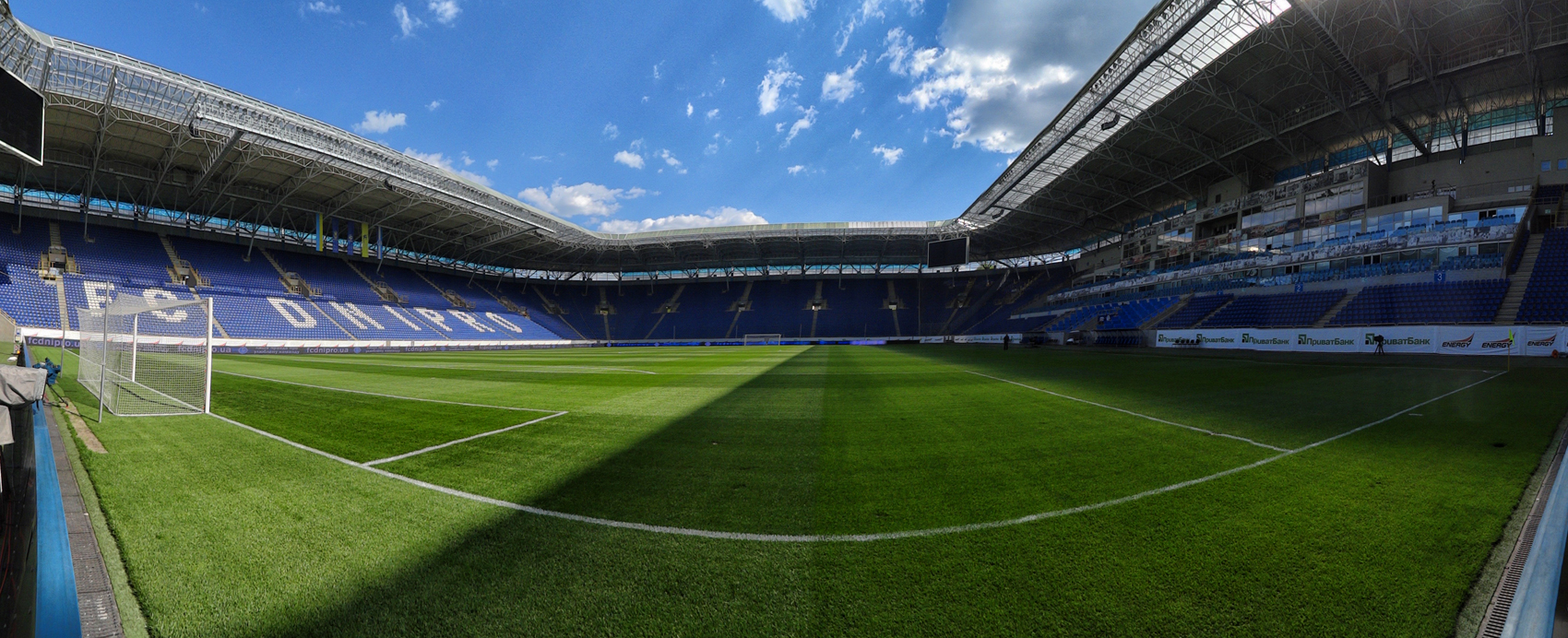
Панорамный вид

На первом этаже «тёплой» зоны расположены раздевалки команд, служебные и офисные помещения, конференц-зал, ложа прессы (219 мест). Весь второй этаж занимает просторный ресторан на 550 мест, посетители которого могут наблюдать за проходящим матчем как на трибуне-веранде, так и непосредственно за столиком по экрану монитора. Этажом выше расположены ложи для VIP (292 места), а на 4-м этаже — комментаторские кабины.
Футбольное поле стадиона оборудовано системами подогрева и автоматического полива. Над трибунами расположены два табло финской фирмы «DAREPRO». К крыше прикреплена аудиосистема американской фирмы «BOSE», состоящая из десяти кластеров.
Стадион оборудован системой искусственного освещения 1500 люкс. К крыше прикреплены 176 специальных прожекторов фирмы «PHILIPS». В зависимости от происходящих на поле событий (матч с трансляцией, матч без трансляции, тренировка), освещение работает в определённом режиме.
«Днепр Арена» стала первым в стране стадионом на котором уложен рулонный газон. Ковёр был выращен в селе Рубежовка под Киевом.
Сидения на трибунах класса люкс «SEDA Sport» были изготовлены в Словакии. По всему периметру стадиона расположены торговые точки, туалеты. На проходах к трибунам установлено антискользящее покрытие. Для людей с ограниченными возможностями оборудована специальная площадка.
Возле стадиона расположены автостоянки для:
- бизнес-класса и VIP на 95 автомобилей;
- спортсменов — на 4 автобуса и 41 автомобиль;
- телевидения — на 3 автобуса;
- прессы — на 70 автомашин;
- зрителей команды противника — на 12 автобусов и 10 автомобилей;
- для зрителей — на 110 автомобилей

## Матчи национальной сборной Украины
| Дата             | Турнир | Хозяева | Счёт | Соперник          | Голы                                                          |
| ---------------- | ------ | ------- | ---- | ----------------- | ------------------------------------------------------------- |
| 19 ноября 2008   | ТМ     | Украина | 1:0  | Норвегия          | 1:0 Селезнёв 26' (пен.)                                       |
| 10 октября 2009  | ОЧМ    | Украина | 1:0  | Англия            | 1:0 Назаренко 15'                                             |
| 10 сентября 2019 | ТМ     | Украина | 2:2  | Нигерия           | 0:1 Арибо 4' 0:2 Осимхен 34' 1:2 Зинченко 78' 2:2 Яремчук 80' |
| 3 июня 2021      | ТМ     | Украина | 1:0  | Северная Ирландия | 1:0 Зубков 10'                                                |

## Финалы турниров
| Дата        | Матч                     | Команда 1       | Счет | Команда 2         | Голы                       |
| ----------- | ------------------------ | --------------- | ---- | ----------------- | -------------------------- |
| 31 мая 2009 | Финал Кубка Украины 2009 | «Ворскла»       | 1:0  | «Шахтёр» (Донецк) | Сачко 50'                  |
| 9 мая 2018  | Финал Кубка Украины 2018 | «Динамо» (Киев) | 0:2  | «Шахтёр» (Донецк) | Феррейра 48', Ракицкий 61' |